# Семковиці (гміна)
Гміна Семковіце (пол. Gmina Siemkowice) — сільська гміна у центральній Польщі. Належить до Паєнчанського повіту Лодзинського воєводства.
Станом на 31 грудня 2011 у гміні проживало 4874 особи.

## Площа
Згідно з даними за 2007 рік площа гміни становила 97.40 км², у тому числі:
- орні землі: 68.00%
- ліси: 29.00%

Таким чином, площа гміни становить 12.11% площі повіту.

## Населення
Станом на 31 грудня 2011:
| Опис     | Загалом | Загалом | Чоловіки | Чоловіки | Жінки | Жінки |
| -------- | ------- | ------- | -------- | -------- | ----- | ----- |
| одиниця  | осіб    | %       | осіб     | %        | осіб  | %     |
| все      | 4874    | 100     | 2433     | 49.92    | 2441  | 50.08 |
| міське   | 0       | 100     | 0        |          | 0     |       |
| сільське | 4874    | 100     | 2433     | 49.92    | 2441  | 50.08 |

## Сусідні гміни
Гміна Семковіце межує з такими гмінами: Вешхляс, Дзялошин, Келчиґлув, Осьякув, Паєнчно.